# 史密斯與瓊斯 (神秘博士)
〈史密斯與瓊斯〉（英語：Smith and Jones）是英国科幻电视剧《神秘博士》系列3第1集，2007年3月31日在BBC One首播。該集由大衛·田納特飾演博士主演，弗莉瑪·阿吉曼飾演的瑪莎·瓊斯首次登場。劇情講述外星僱傭警察侏登將一家倫敦醫院運送到月球，以追捕一名嗜血的變形外星逃犯「弗洛倫斯·芬尼根」（Florence Finnegan）；博士和實習醫生瑪莎·瓊斯身陷其中。
〈史密斯與瓊斯〉在劇評家間的口碑以正面居多，觀眾收看達870萬。

## 劇情
實習醫生瑪莎·瓊斯在上班途中偶遇博士，博士突如其來在她面前解下領帶，使她感覺意外，但在瑪莎進醫院隨指導醫生訪視病人時再度遇上博士躺在病床上，當瑪莎告誡博士病人不可隨意出外時，卻讓博士感覺莫名其妙，因為他大半天都待在醫院裡並未出去，更令瑪莎吃驚的是，她在聽診胸腔時，發現博士居然有兩顆心臟，由於遲遲沒能診斷，使瑪莎遭受指導教授的訓斥。
不但醫院實習不順利，瑪莎同時也操煩著晚上弟弟的生日宴會，因為離婚的父母一旦再會，極可能又因為老爸的新女友吵架，當瑪莎和姊姊商量到一半時，醫院大樓上方開始下起雨來，最詭異的是這陣雨竟是由下往上飄飛，旋即醫院大樓一陣搖動，眾人驚魂稍定後再度訝異發現整棟醫院已經被搬到月球。
瑪莎四處奔走安撫受驚的病人，而早察覺怪異的博士也離開病床展開一貫的調查工作，兩人遂結伴同行，也發現在醫院外部包圍著一層隔膜，確保醫院所有人不至於失去空氣，沒過多久隸屬於影子同盟的太空犀牛警察「侏登」便堂而皇之登陸月球，並進入醫院進行搜索，對醫院內的人類展開辨識處理，博士也在這時自揭外星人的身份，令瑪莎不敢置信。與之同時，侏登警察真正的目標「弗洛倫斯·芬尼根」已經吸食了瑪莎指導教授的血液，扮成人類矇混過關。
為了拯救全醫院的人類性命，博士讓瑪莎去招來侏登警察，同時假裝是人類跑到芬尼根面前引誘她來吸自己的血，使侏登警察及時發現等離子魔並將她消滅。不料，芬尼根臨死前已經把醫院內的核磁共振設施改裝成炸彈，奄奄一息的博士趕緊讓瑪莎幫手啟動他第二顆心臟的活力，及時以音速起子拆除炸彈。
在侏登警察把醫院送回地球後，博士隨之失蹤，令瑪莎頓感失落，但更麻煩的是晚上在弟弟的宴會裡父母果然大吵一場，當瑪莎帶著一身疲憊要回家時，意外再逢博士，原來博士為感謝瑪莎的幫助，決定帶她共遊一段時間當酬謝，本來瑪莎還顧慮自己實習未完，當博士搭乘時空機回到早晨解開領帶，證實他具有穿越時間的能力，瑪莎毅然拋去所有顧慮登上時空機，開啟屬於她和博士的奇幻故事......

### 前後衔接
劇情中，隨處可見哈洛塞克森的競選廣告，而哈洛·塞克森正是博士宿敵法師的化身，在第3季12集〈鼓聲〉會證實他當選英國首相的訊息。

## 反響
《SFX》的戴夫·布拉德利給了〈史密斯與瓊斯〉五星滿分，稱其為「爆炸級的開場」，並讚揚了瑪莎的人設和侏登。IGN的特拉維斯·菲克特給該集打了8.2分（滿分10分），認為該集以「有趣的外星人入侵故事以及對瑪莎的出色介紹」展開了本季度。《舞台》評論家斯科特·馬修曼指出劇集中的科學「經不起仔細推敲」，並認為瑪莎的家人是「最差的部分」，他們似乎「不過是情景喜劇的滑稽模仿罷了」，但他稱讚了阿吉曼和她的角色。數位間諜的德克·霍根認為本集「一點魔法似乎已經消失了」，並指出芬尼根可能稱不上「第一集中足夠可怕的怪物」，而瑪莎的「複雜的家庭包袱」導致她的人設有點不如羅斯·泰勒和唐娜·諾布爾那樣的出色。